# جايسون فوستر
جايسون فوستر (بالإنجليزية: Jason Foster)‏ هو لاعب كرة القدم الكندية أمريكي، ولد في 21 أكتوبر 1988.